# Allen Joseph
Allen Louis Joseph (* 29. Mai 1919 in Minneapolis, Minnesota; † 30. November 2012 ebenda) war ein US-amerikanischer Schauspieler.
Sein filmisches Schaffen umfasst über 50 Film- und Fernsehproduktionen im Zeitraum der Jahre 1950 bis 1985. Dabei hatte er Nebenrollen in bekannten Filmen wie Der Marathon-Mann, Eraserhead und Wie ein wilder Stier. Daneben verfasste Joseph auch Theaterstücke für New Yorker Theaterbühnen.
Joseph war über 60 Jahre bis zu ihrem Tod mit seiner Ehefrau Teresa verheiratet und starb im November 2012 im Alter von 93 Jahren.

## Filmographie (Auswahl)
- 1950: That Wonderful Guy (Fernsehserie, eine Folge)
- 1961: Gnadenlose Stadt (Naked City, Fernsehserie, Folge 2x19)
- 1962: Preston & Preston (The Defenders, Fernsehserie, Folge 1x31)
- 1962, 1964: Perry Mason (Fernsehserie, 2 Folgen)
- 1963: Sie waren nackt und mussten sterben (Violent Midnight)
- 1965: Ein Appartement für drei (A Very Special Favor)
- 1966: Auf der Flucht (The Fugitive, Fernsehserie, Folge 3x18)
- 1966–1972: Kobra, übernehmen Sie (Mission: Impossible, Fernsehserie, 6 Folgen)
- 1968: Ihr Auftritt, Al Mundy (It Takes a Thief, Fernsehserie, Folge 1x13)
- 1968–1974: Mannix (Fernsehserie, 6 Folgen)
- 1969: The Wonderful Land of Oz
- 1969, 1973: Der Chef (Ironside, Fernsehserie, 2 Folgen)
- 1970: Mini-Max (Get Smart, Fernsehserie, Folge 5x14)
- 1971: Die sieben Pranken des Satans (The Return of Count Yorga)
- 1971, 1972: Alias Smith und Jones (Alias Smith and Jones, Fernsehserie, 2 Folgen)
- 1973: Drei Mädchen und drei Jungen (The Brady Bunch, Fernsehserie, Folge 4x13)
- 1974: Der Sechs Millionen Dollar Mann (The Six Million Dollar Man, Fernsehserie, Folge 1x07)
- 1974, 1977: Kojak – Einsatz in Manhattan (Kojak, Fernsehserie, 2 Folgen)
- 1976: Baretta (Fernsehserie, Folge 3x01)
- 1976: Der Marathon-Mann (Marathon Man)
- 1977: Eraserhead
- 1977: Starsky & Hutch (Fernsehserie, Folge 3x05)
- 1977: Die Zwei mit dem Dreh (Switch, Fernsehserie, Folge 3x07)
- 1977: John Hus
- 1978: Der Mann aus Atlantis (Man from Atlantis, Fernsehserie, Folge 1x15)
- 1978: Die Augen der Laura Mars (Eyes of Laura Mars)
- 1979: Hals über Kopf (Chilly Scenes of Winter)
- 1980: Wie ein wilder Stier (Raging Bull)
- 1980, 1982: Quincy (Quincy, M.E., Fernsehserie, 2 Folgen)
- 1981: Samstag, der 14. (Saturday the 14th)
- 1982: Hey Good Lookin’ (nur Stimme)
- 1985: Airwolf (Fernsehserie, Folge 2x17)